# ستيفن موريارتي
ستيفن موريارتي هو محامي وسياسي أمريكي، ولد في 14 ديسمبر 1949. نشط حزبياً في الحزب الديمقراطي. وقد انتخب عضو مجلس نواب مين ‏.